# Subaru EJ
Subaru EJ — серия четырёхцилиндровых четырёхтактных 16-клапанных автомобильных двигателей внутреннего сгорания производства японской компании Subaru, представленных в 1988 году. Относится ко второму поколению оппозитных двигателей Subaru. В серию входят атмосферные и турбированные двигатели мощностью 70—254 кВт (94—341 л. с.).
Разработкой двигателей EJ занимались, в основном, Масаюки Кодама, Такемаса Ямада и Судзи Савафудзи, работавшие в компании Fuji Heavy Industries.

## EJ15
Применение:

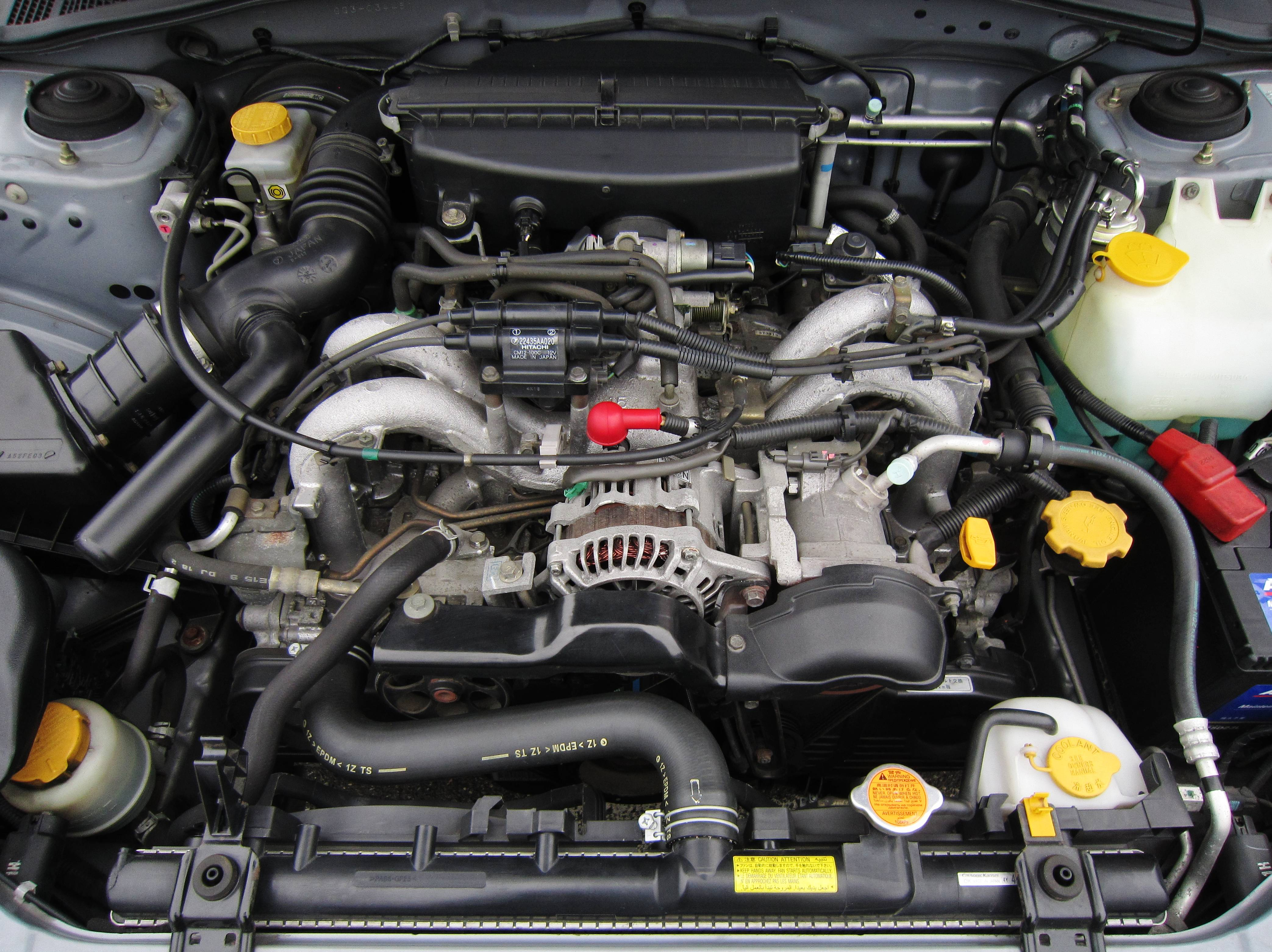
Subaru EJ15 (2004 Impreza)

- Impreza GC1 (JDM) — заменён двигателем Subaru EL в 2006 году. Серии: GD, GG, GE и GH (JDM) Impreza.
- Impreza 1993—2006 (Латинская Америка)

### Технические характеристики
- Объём: 1,5 л (1493 см3)
- Диаметр цилиндра: 85 мм
- Ход поршня: 65,8 мм
- Степень сжатия: 9,4:1—10,0
- Клапанный механизм: SOHC, 16 клапанов
- Топливная система: многоточечный впрыск топлива

EJ151
- Мощность: 71 кВт (96 л. с.) при 6000 об/мин
- Крутящий момент: 129 Н⋅м при 3600 об/мин

EJ152
- Мощность: 75 кВт (101 л. с.) при 5600 об/мин
- Крутящий момент: 137 Н⋅м при 4000 об/мин

EJ153
- Мощность: 70 кВт (94 л. с.) при 5200 об/мин
- Крутящий момент: 140 Н⋅м при 3600 об/мин

EJ154
- Мощность: 74 кВт (99 л. с.) при 5200 об/мин
- Крутящий момент: 142 Н⋅м при 4000 об/мин

## EJ16
Применение:
- Impreza 1993—1994 (JDM) GC4
- Impreza 1993—2006 (Европа и Ближний Восток)
- Impreza 1993—1997 (Австралия)
- Impreza 1993—2006 (Латинская Америка)

### Технические характеристики
- Объём: 1,6 л (1597 см3)
- Диаметр цилиндра: 87,9 мм
- Ход поршня: 65,8 мм
- Степень сжатия: 9,4:1—10,0:1
- Клапанный механизм: SOHC, ремень ГРМ
- Топливная система: MPFI (в некоторых версиях — карбюратор)

EJ16
- Мощность: 66—72 кВт (89—97 л. с.) при 6000 об/мин
- Крутящий момент: 138 Н⋅м при 4500 об/мин

## EJ18
Применение:
- Impreza 1993—1999 GC6
- Legacy (кроме США) 1990—1996 BC2, BC3, BD2, BD3, BG3
- Isuzu Aska (1990—1993)

### Технические характеристики
- Объём: 1,8 л (1825 см3)
- Диаметр цилиндра: 87,9 мм
- Ход поршня: 75 мм
- Степень сжатия: 9,5:1—9,7:1
- Клапанный механизм: SOHC
- Топливная система: карбюратор + прерыватель-распределитель зажигания (в основном, для латиноамериканских и азиатских рынков) и одноточечный впрыск топлива

EJ181
- Мощность: 81 кВт (108 л. с.) при 6000 об/мин
- Крутящий момент: 149 Н⋅м при 3200 об/мин

EJ182
- Мощность: 85 кВт (113 л. с.) при 6000 об/мин
- Крутящий момент: 154 Н⋅м при 4500 об/мин

EJ183
- Мощность: 88 кВт (118 л. с.) при 5600 об/мин
- Крутящий момент: 164 Н⋅м при 3600 об/мин

## EJ20
- Диаметр цилиндра: 92 мм[7]
- Ход поршня: 75 мм

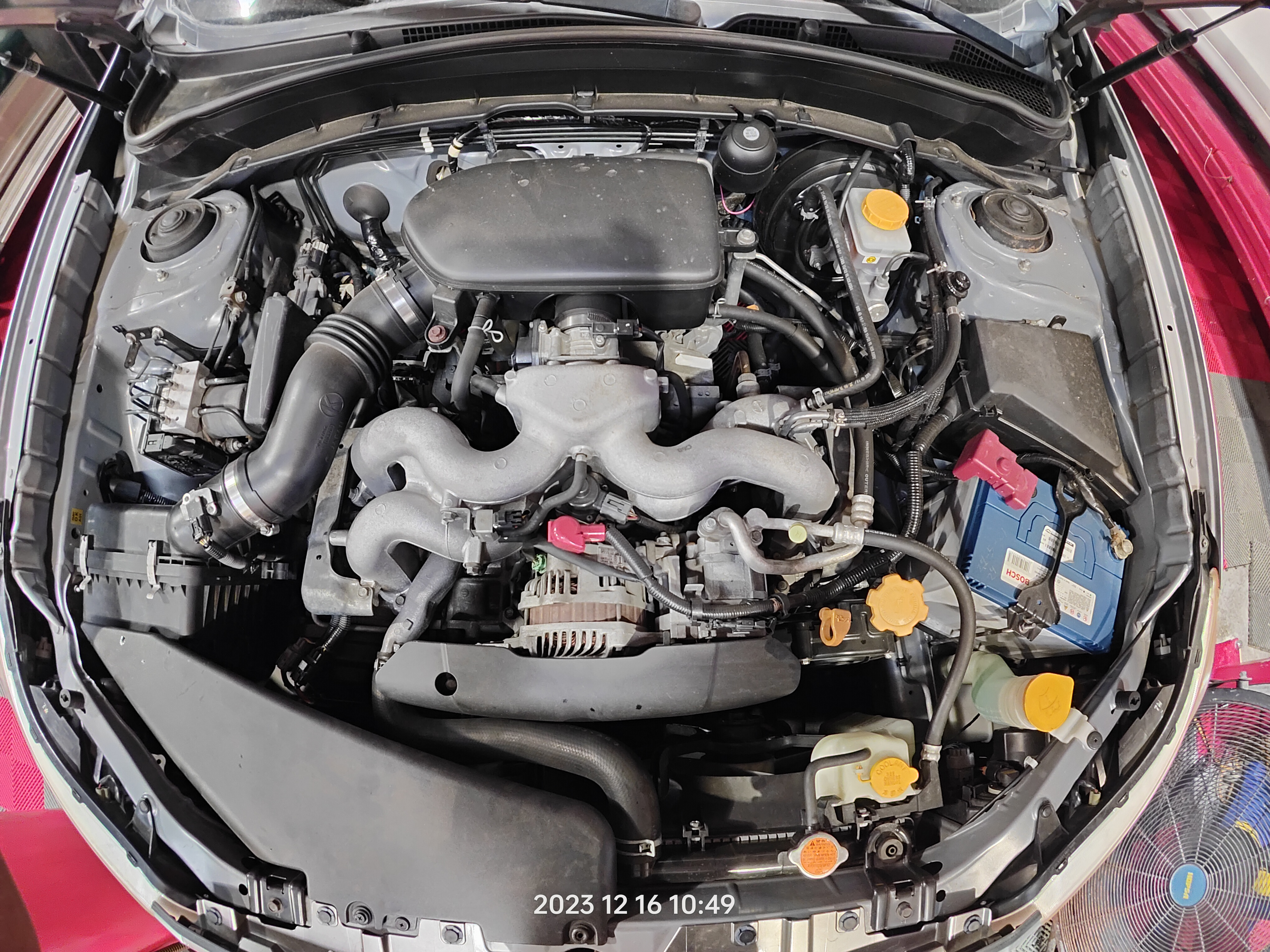
Subaru EJ20

В октябре 2019 года на 46-м Токийском автосалоне компания Subaru объявила, что прекратит производство EJ20 к концу марта 2020 года. В то время автомобили WRX STI с двигателем EJ20 продавались только в Японии, а в честь окончания производства была выпущена специальная серия «WRX STI EJ20 Final Edition» со сбалансированной версией двигателя EJ20.

### Атмосферные двигатели

#### EJ20E (SOHC)
- Legacy JDM
  - 1989—1994: 92 кВт (123 л. с.); серии BC — BF
  - 1993—1999: 99 кВт (133 л. с.); серии BD — BG (код ЭБУ EURO, D3; в Азии — 4H)
  - 1998—2004: 114 кВт (153 л. с.); серии BE — BH (код ЭБУ EURO, D3; в Азии — 4H)
  - 2003—2009: 103 кВт (138 л. с.); серии BL — BP

- Европа

- 1991—1999: 85 кВт (113 л. с.); серии BC, BD, BF

#### EJ201 (SOHC)
- Диаметр цилиндра: 92 мм
- Ход поршня: 75 мм
- MAP-датчик
- Forester (Европа) SF и SG (до рестайлинга)
  - 2002—2005: 92 кВт (123 л. с.)
- GD/GG Impreza
  - 2000—2005 92 кВт (123 л. с.)
- GC/GF Impreza
- BE/BH Legacy

#### EJ20D (DOHC)
- Legacy JDM
  - 1989—1999: 110 кВт (148 л. с.); серии BC—BF и BD—BG

#### EJ202 (SOHC)
- JDM Forester; серия SF, 138 л. с. (1997—2002)
- JDM Forester; серия SG, 137 л. с. (2004; возможно, 2003—2005), например, EJ202DXSAE x20

#### EJ203 (SOHC)
- JDM Forester; серия SG, 140 л. с. (2003—2008)
- JDM Legacy 2.0i; серия BP/BL, 140 л. с. (2003—2009)

#### EJ204 (DOHC+AVCS)
- Legacy B4 TSR (JDM), серии BE—BH
  - 1999—2001: 114 кВт (153 л. с.)
- Legacy (JDM); серии BL—BP
  - 2003—2009: 140 кВт (187 л. с.)
- Legacy (Европа); серии BL—BP
  - 2003—2007: 121 кВт (163 л. с.)
- Impreza (JDM); серии GC—GF
  - 1993—1999: 114 кВт (153 л. с.)
- Impreza; серии GE—GH[8]
  - 2007—2011: 110 кВт (148 л. с.)
- Forester (Европа); серия SG
  - 2005—2007: 116 кВт (156 л. с.)
- Forester (JDM); серия SH
  - 2008—2011: 110 кВт (148 л. с.)
- Exiga (JDM); серия YA
  - 2008—2012: 110 кВт (148 л .с.)

- Legacy (Европа и Южная Африка); серии BM, BR
  - 2009—2014: 110 кВт (148 л. с.)

#### EJ20C
Двигатель EJ20C работает на компримированном природном газе.

### EJ20T
Двигатели EJ20T оснащены турбонаддувом и интеркулером.

#### EJ20G
- Мощность: 147—202 кВт (197—271 л. с.) при 6000—6500 об/мин

Применения:
- Legacy RS 1989—1993
- Legacy RS-RA 1989—1993
- Legacy GT 1989—1993
- Impreza WRX 1992~1996
- Impreza WRX Wagon 1992~1996
  - Impreza WRX Wagon AT 1996~1998
- Subaru Impreza WRX RA 1993~1996
- EUDM Subaru Impreza Turbo 1994~1996

#### EJ20J (SOHC; безнаддува)
- JDM Forester SF5 S/20; 135 л. с. (1997—1998)

#### EJ20K
- Мощность: 199—221 кВт (266—296 л. с.) при 6800 об/мин

Применения:
- JDM WRX 1996~1997
- Impreza WRX Wagon MT 1997~1998
- Impreza WRX Type RA или R MT 1997~1998
- SF5 Forester
- Impreza WRX STI MT 1997~1998
- Impreza WRX STI Wagon MT 1997~1998
- Impreza WRX STI Type RA или R MT 1997~1998

#### EJ205
С 1999 года двигатели EJ205 применялись в моделях WRX за пределами Японии. До 2001 года все модели WRX поставлялись на японский рынок с двигателем EJ207, в то время как пятидверный универсал поставлялся с двигателем EJ205. С 2001 по 2006 год двигатель EJ205 применялся во всех моделях WRX, а с 2006 года модель USDM WRX оснащалась двигателем EJ255. Степень сжатия двигателя EJ205: 8:1—9:1.
Impreza WRX
- 1999~2001 (JDM; только универсал)
- 2001~2006 (JDM)
- 2002~2005 (USDM)
- 2005 SAAB 9-2X AERO
- 1999~2006 (на других рынках)

Forester Cross Sports, S/tb, STI
- 1999—2001 (степень сжатия 9:1)
- 2003: 161 кВт (216 л. с.) при 5500 об/мин

#### EJ207
С августа 1998 по сентябрь 2000 года двигатель EJ207 устанавливался на WRX STI GC8/GF8 GC8 в Японии, Великобритании и Австралии. Степень сжатия — 8,0:1. Версии с одной турбиной получили индекс V7, а версии с двумя турбинами — V8/V9. Красная зона — на уровне 8000 об/мин.
Применение:
- Impreza WRX STi 1998~2021 (JDM, WRC)

#### EJ20X/EJ20Y
Двигатели с обозначением X работали в паре с автоматической трансмиссией, а двигатели с обозначением Y — с механической. Двигатель EJ20X был представлен в 2003 году на Legacy GT с пятиступенчатой автоматической трансмиссией, в то время как двигатель EJ20Y был представлен в 2004 году на Legacy GT с пятиступенчатой механической трансмиссией.
Диаметр цилиндра составляет 92 мм, ход поршня — 75 мм, рабочий объём — 498,6 см3. Блок цилиндров изготовлен из алюминиевого сплава, а гильзы цилиндров — из чугуна. Клапанный механизм — DOHC.
Двигатели EJ20X и EJ20Y оснащены системой «Dual Active Valve Control System» (Dual AVCS). Двигатель EJ20X оснащён двойным турбонаддувом IHI VF38, в то время как двигатель EJ20Y оснащён двойным турбонаддувом Mitsubishi TD04 HLA 19T. С 2006 модельного года двигатели оснащались турбокомпрессором IHI VF44, а с 2007 модельного года — IHI VF45.
Степень сжатия составляет 9,5:1, а мощность варьируется от 180 до 209 кВт (241—280 л. с.).
Турбины:
- IHI VF38 (АКПП, 03–06)
- Mitsubishi TD04 HLA 19T (МКПП, 03—06)
- IHI VF44 (МКПП и АКПП, только в 2006 модельном году)
- IHI VF45 (МКПП и АКПП, 2006—2009)

Применения:
- 2003~2009 BL и BP Legacy GT
- 2003—2006 BL и BP Liberty GT (Австралия)
- 2007—2011 Subaru Impreza GT
- 2008—2014 WRX
- 2004—2007 STi
- 2004+ Legacy GT
- 2004+ Forester XT
- 2008—2021 STi[9]

### EJ20TT
EJ20TT — серия двигателей с последовательным двойным турбонаддувом и интеркулером (EJ20H/EJ20R/EJ206/EJ208), выпускавшихся с 1994 по 2005 год.

#### Технические характеристики
- Объём: 2,0 л (1998 см3)
- Диаметр цилиндра: 92 мм
- Ход поршня: 75 мм
- Степень сжатия: 8,5:1—9,0:1
- Клапанный механизм: DOHC
- Впрыск топлива: многоточечный последовательный

#### EJ20H
Применение:
- 1993—1996 Legacy (до рестайлинга), код шасси — BD5/BG5 (Revision A); JDM RS, GT и GT/B-spec (МКПП и АКПП). Мощность 184 кВт (247 л. с.), степень сжатия 8,5:1.
- 1996—1998 Legacy (после рестайлинга), код шасси — BD5/BG5 (Revision B & C); JDM RS, GT, GT-B (АКПП) и GT (МКПП). Мощность 191 кВт (256 л. с.), степень сжатия 9,0:1[10].

#### EJ20R
Применение:
- 1996—1997 Legacy (после рестайлинга), код шасси — (Revision B); JDM RS и GT-B (только МКПП). Мощность 206 кВт (276 л. с.), степень сжатия 8,0:1.
- 1997—1998 Legacy (после рестайлинга), код шасси — BD5/BG5 (Revision C); JDM RS и GT-B (только МКПП). Мощность 206 кВт (276 л. с.); степень сжатия 8,5:1.

#### EJ206
Применение:
- 1998—2003 Legacy, код шасси — BE5/BH5; JDM GT, GT-B и B4. Мощность 190 кВт (255 л. с.).

Трансмиссия: 5-скор. МКПП/АКПП
BH5A — степень сжатия 9,0:1 — «Phase-II» или V5/6.
BH5B — степень сжатия 9,0:1 — «Phase-II» или V5/6.
BH5C — степень сжатия 9,0:1 — «Phase-II» или V5/6.
BH5D — степень сжатия 9,0:1 — «Phase-III» или V7.

#### EJ208
Применение:
- 1998—2003 Legacy, код шасси — BE5/BH5; JDM GT, GT-B и B4. Мощность 206 кВт (276 л. с.)

Трансмиссия: МКПП
BH5A — степень сжатия 8,5:1 — «Phase-II» или V5/6.
BH5B — степень сжатия 8,5:1 — «Phase-II» или V5/6.
BH5C — степень сжатия 9,0:1 — «Phase-II» или V5/6.
BH5D — степень сжатия 9,0:1 — «Phase-III» или V7.

## EJ22
Применение:
- Impreza 1995—2001
- Legacy 1990—1999, Outback 1995—1996

### Атмосферные двигатели

#### Технические характеристики
- Объём: 2,2 л (2212 см3)
- Диаметр цилиндра: 96,9 мм
- Ход поршня: 75 мм
- Степень сжатия: 9,5:1—9,7:1
- Клапанный механизм: SOHC
- Впрыск топлива: многоточечный последовательный

#### EJ22E
(1989—1994)
- Мощность: 97 кВт (130 л. с.) при 5800 об/мин
- Крутящий момент: 186 Н·м (137 фунт-фут) при 4800 об/мин

(1995—1996)
- Мощность: 101 кВт (135 л. с.) при 5800 об/мин
- Крутящий момент: 190 Н·м при 4800 об/мин

(1997—1998)
- Мощность: 102 кВт (137 л. с.) при 5400 об/мин
- Крутящий момент: 197 Н·м при 4000 об/мин

На австралийском рынке:

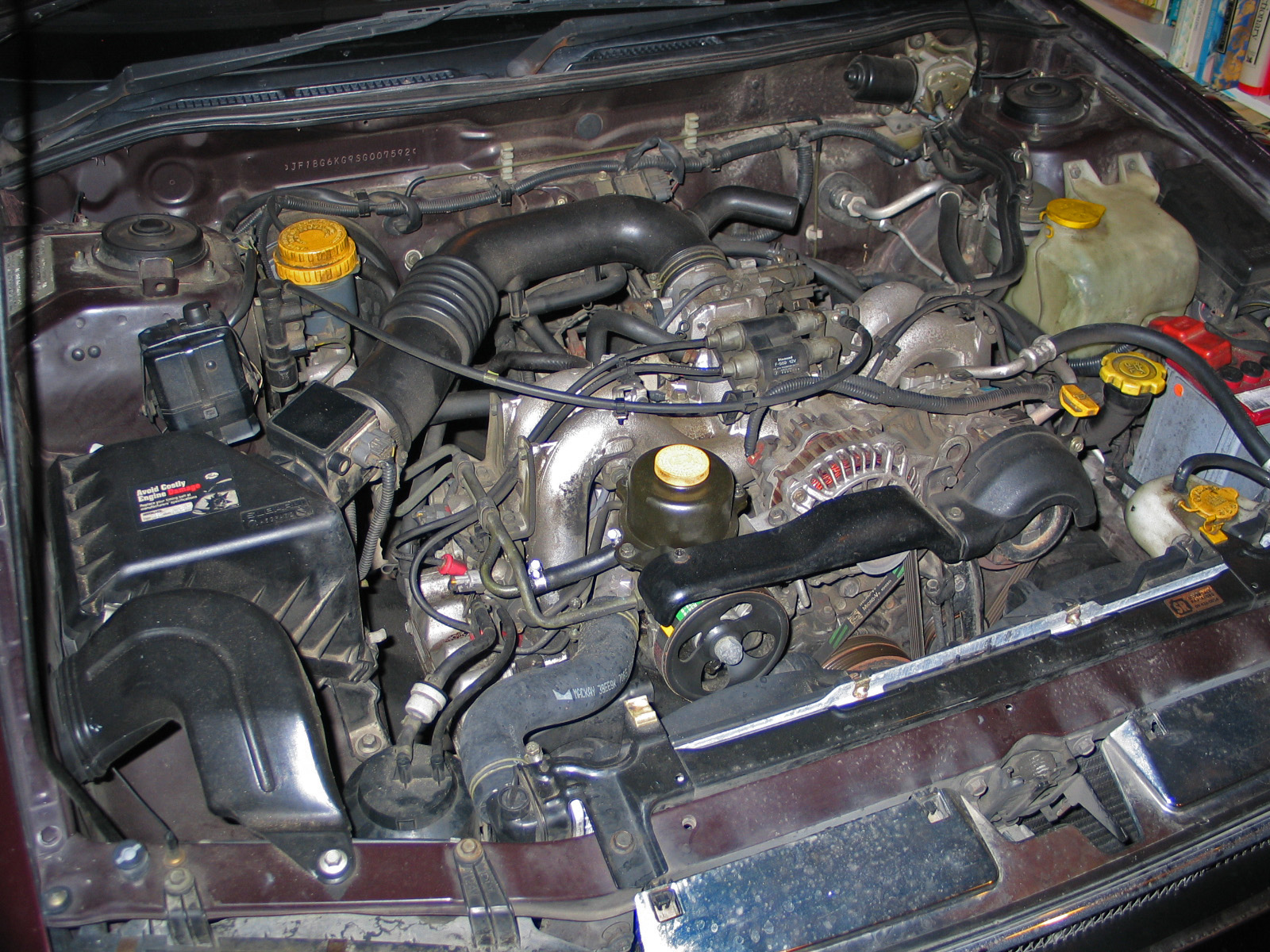
AUDM Subaru EJ22E

- Мощность: 100 кВт (134 л. с.) при 6000 об/мин
- Крутящий момент: 189 Н·м при 4800 об/мин

#### Phase-II

##### EJ221 (без наддува)
Применение: 1999 Legacy

##### EJ222 (без наддува)
Применение: 1999 Impreza, 2000—2001 Impreza (все 2,2-литровые двигатели)

##### EJ223 (без наддува)
Применение: 1999 Impreza и Legacy

#### Технические характеристики (Phase-II)
- Мощность: 106 кВт (142 л. с.) при 5600 об/мин
- Крутящий момент: 202 Н⋅м при 3600 об/мин
- Объём: 2,2 л (2212 см3)
- Аспирация: атмосферный двигатель
- Конфигурация: Flat-4
- Клапанный механизм: SOHC, 16 клапанов, шестерни из полимерного металла, резиновый ремень ГРМ
- Интервал замены ремня ГРМ: 169000 км (EJ221 и EJ222); 97000 км (EJ223)
- Объём охлаждающей жидкости: 5,9 л
- Степень сжатия: 10:1
- Диаметр впускного коллектора: 36 мм
- Диаметр выпускного коллектора: 31,65 мм
- Вращение двигателя: по часовой стрелке
- Нормы выбросов: OBDIIB
- Масса двигателя: 120 кг
- Давление масла: при 700 об/мин: 0,97 бар; при 5000 об/мин: 3,0 бар
- Угол опережения зажигания: 15° / 700 об/мин
- Зазор клапана: впускной: 0.2 ± 0.02 мм; выпускной: 0.25 ± 0.02 мм
- Зазор свечи зажигания: 1.0—1.1 мм
- Топливные форсунки: верхняя подача — сопротивление от 5 до 20 Ом — 280 см3/мин
- Низкое давление масла: 0,14 бар
- Частота вращения на холостом ходу: 700 об/мин +/- 200 об/мин
- Давление на холостом ходу: 2,99 бар
- Порядок работы цилиндров: 1—3—2—4

### С турбонаддувом

#### EJ22T
Мощность турбированного двигателя EJ22T с клапанным механизмом SOHC составляет 119 кВт (160 л. с.), степень сжатия — 8,1:1, давление наддува — 0,59 бар.
- 1991—1994 Legacy (Северная Америка). За 1991—1994 годы в США и Канаду было поставлено 8199 автомобилей с двигателем EJ22T. 4-дверный седан получил индекс Sport Sedan (SS), а 5-дверный универсал — Touring Wagon (TW). Моделей с автоматической трансмиссией было гораздо больше, чем седанов с пятиступенчатой механической трансмиссией. Универсалы продавались только с автоматической трансмиссией[12].
- Клапанный механизм: SOHC (16 клапанов)
- Объём: 2,2 л (2212 см3)
- Диаметр цилиндра: 96,9 мм
- Ход поршня: 75 мм
- Степень сжатия: 8,1:1
- Мощность: 119 кВт (160 л. с.) при 5600 об/мин
- Крутящий момент: 245,4 Н⋅м при 2800 об/мин
- Впрыск топлива: многоточечный
- Порядок работы цилиндров: 1—3—2—4
- Масло: 10w30 (летнее); 5w30 (зимнее)

#### EJ22G
- Объём: 2,2 л (2212 см3)
- Диаметр цилиндра: 96,9 мм
- Ход поршня: 75 мм
- Степень сжатия: 8,0:1
- Клапанный механизм: DOHC
- Впрыск топлива: электронный (EFI)[13]

EJ22G Turbo DOHC
- Мощность: 206 кВт (276 л. с.) при 6000 об/мин
- Крутящий момент: 363 Н·м при 3200 об/мин

Применение:
- Impreza STi 22B GC8 (JDM)[14][15]

## EJ25
- Объём: 2,5 л (2457 см3)[16]
- Диаметр цилиндра: 99,5 мм
- Ход поршня: 79 мм
- Степень сжатия: 9,5:1—10:1 (на японском домашнем рынке — 9,5:1—10,7:1) — у атмосферных двигателей; 8,0:1—9,5:1 — у турбированных двигателей
- Топливная система: EFI

### EJ25D
Технические характеристики:
- DOHC (JDM; 1994—1996) — JIS — мощность 118 кВт (158 л. с.) при 6000 об/мин, крутящий момент 211 Н⋅м при 2800 об/мин
- DOHC (USDM; 1996) — SAE — 116 кВт (155 л. с.) при 5600 об/мин, крутящий момент 190 Н⋅м (при 2800 об/мин
- DOHC (JDM; 1996—1998) — JIS — мощность 129 кВт (173 л. с.) при 6000 об/мин, крутящий момент 230,5 Н⋅м при 3800 об/мин
- DOHC (USDM; 1997—1999) — SAE — мощность 123 кВт (165 л. с.) при 5600 об/мин, крутящий момент 220 Н⋅м при 4000 об/мин

Применения:
- USDM Impreza 2.5 RS 98
- USDM Legacy: Outback (универсал), SUS (седан, 1998—1999), LSi (1996—1997), GT.
- JDM Legacy/Grand Wagon/Lancaster 1994—1998
- USDM Forester 1998

### EJ251
Технические характеристики:
- Степень сжатия: 10:1

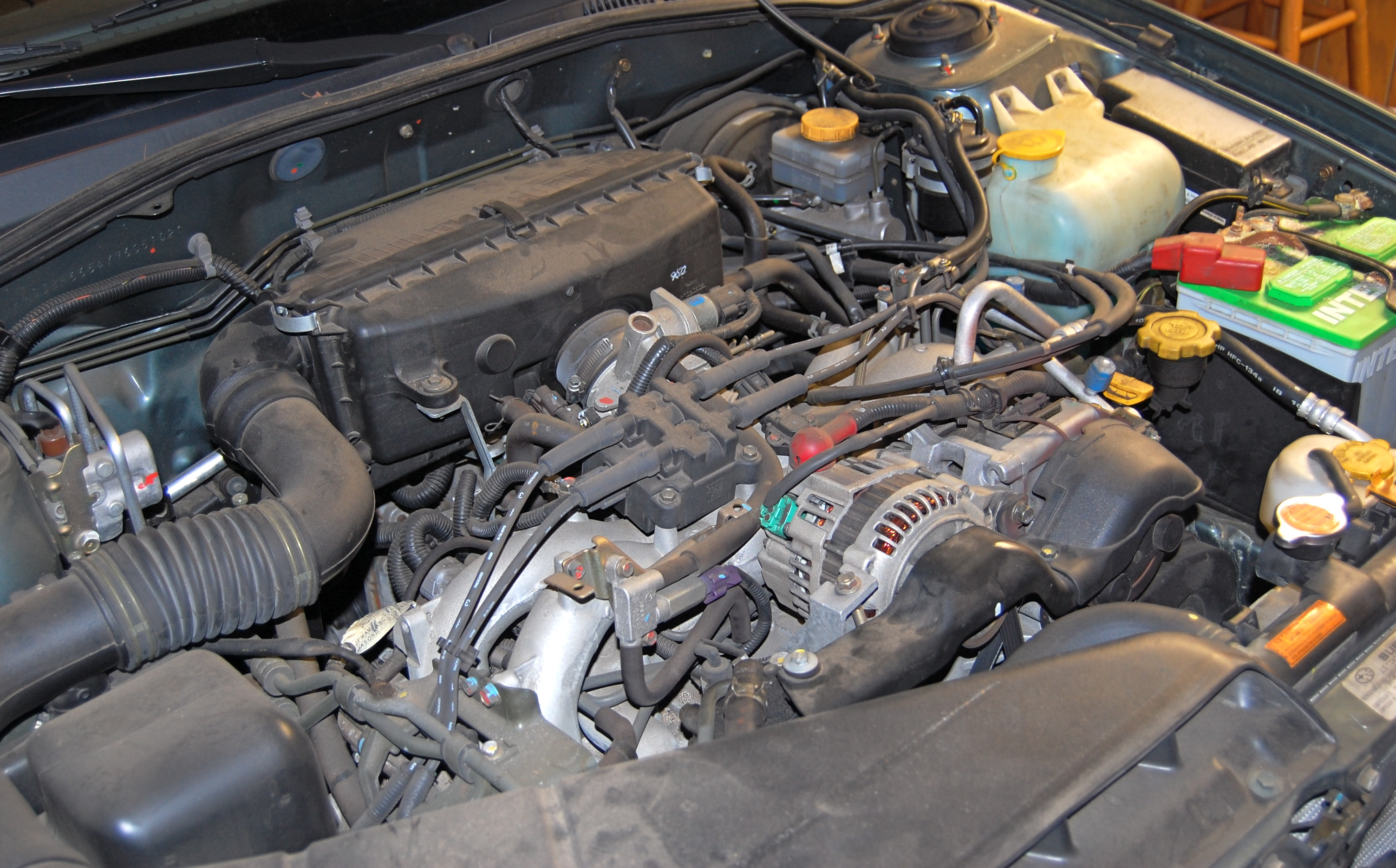
Subaru EJ251

- Мощность (ISO): 123 кВт (165 л. с.) при 5600 об/мин
- Крутящий момент: 226 Н⋅м при 4400 об/мин

Применения:
- Impreza 2.5RS, 2.5TS, 2.5OBS, 2000—2004 (США)
- Forester, 1998—2004 (США)
- Legacy, 2000—2001 (США, 4EAT)
- Legacy, 2000—2004 (США)
- Outback, 2000—2001 (США, 4EAT)
- Outback, 2002—2004 (США)
- Baja, 2003—2005 (США)
- Saab 9-2x Linear, 2005

### EJ252
Технические характеристики:
- Мощность (ISO): 115 кВт (156 л. с.)[17]

Применение:
- Legacy/Outback 2000—2002 (только 5MT)

### EJ253
Технические характеристики:
- Клапанный механизм: SOHC/I-AVLS (с 2006 года)/PZEV (с 2007 года)
- Мощность: 121—130 кВт (162—175 л. с.) при 5600 об/мин
- Крутящий момент: 225—229 Н⋅м при 4000—4400 об/мин
- Степень сжатия: 10,1:1

Применения:
- Impreza 1999—2001, 2004—2011
- Legacy, Outback (Северная Америка) 2005—2012
- Legacy [BL/BP] 2003—2009 (Европа)
- Legacy [BM/BR] 2009—2012 (Европа, мощность 123 кВт (165 л. с.))
- Outback 2003—2009 (Европа)
- Forester 1999* (SF), 2005—2010 (SG, SH)
- Baja 2005+
- Saab 9-2x 2.5i 2006
- Impreza 2.5RS 2004—2006

### EJ254
EJ254 — 2,5-литровый двигатель с клапанным механизмом DOHC и системой AVCS. Выпускался с 1998 по 2004 год. Мощность составляет 123 кВт (165 л. с.) при 6000 об/мин, а крутящий момент — 235 Н⋅м при 2800 об/мин.
Применения:
- Forester T25, 1998—2002 (JDM)
- Forester, 2004 — настоящее время (некоторые страны)
- Legacy Lancaster, 1998—2003 (JDM)
- Legacy 250T, 1998—2003 (JDM)

### EJ255
Технические характеристики:
- Клапанный механизм: DOHC, 16 клапанов
- Мощность: 154—254 кВт (207—341 л. с.)

Применения:
- Северная Америка
  - Impreza (WRX): 2006—2014
  - Forester XT: 2004—2013
  - Legacy GT: 2005—2012
  - Outback XT: 2005—2009
  - Baja Turbo: 2004—2006
  - SAAB 9-2X: только в 2006 году
- В других странах
  - Legacy/Outback: 2007 — настоящее время
  - Impreza: 2005 — настоящее время
  - Forester: 2005—2010

### EJ257 (STI)

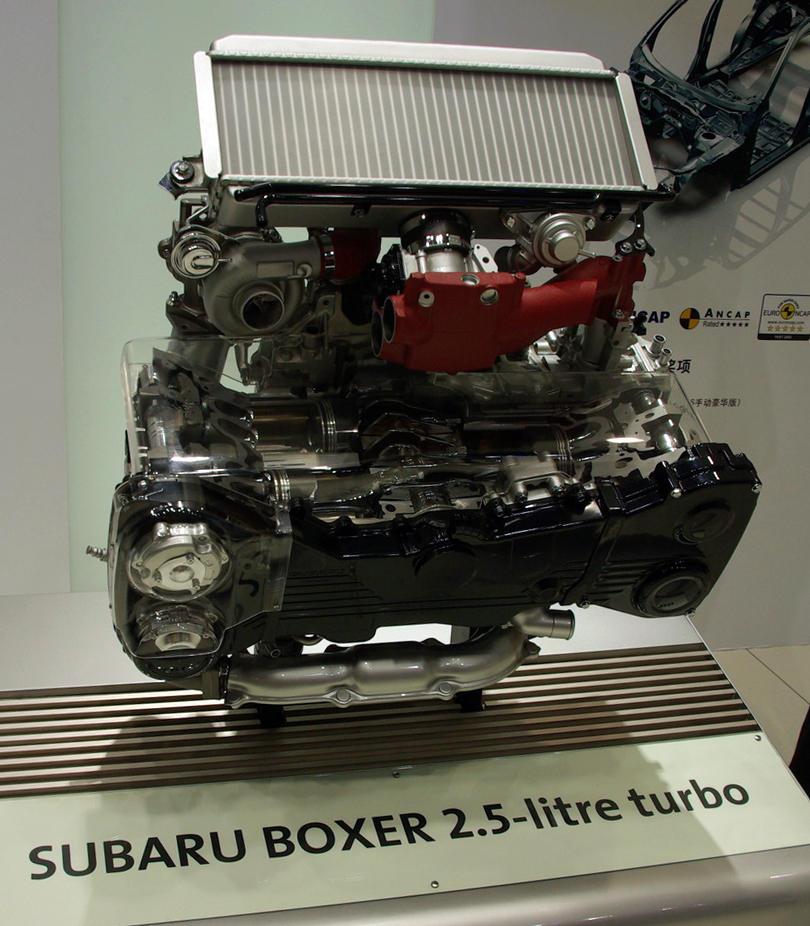
Subaru EJ257

EJ257 — турбированный двигатель с многоточечным последовательным впрыском топлива (SMPFI), клапанным механизмом DOHC и 4 клапанами на цилиндр.
Применения:
- 2004~2007 Impreza WRX STi (США); мощность 224 кВт (300 л. с.) при 6000 об/мин (SAE), крутящий момент 407 Н⋅м при 4000 об/мин[18]
- 2008~2018 Impreza WRX STI (США); мощность 227 кВт (305 л. с.) при 6000 об/мин (SAE), крутящий момент 393 Н⋅м при 4000 об/мин
- 2019—2021 WRX STI (США); мощность 231 кВт (310 л. с.) при 6000 об/мин (SAE), крутящий момент 393 Н⋅м при 4000—5200 об/мин.
- 2019 STI S209 (США); мощность 254 кВт (341 л. с.) при 6400 об/мин, крутящий момент 450 Н⋅м при 3600 об/мин[19]
- 2005~2006 Legacy GT/Outback XT (США); мощность 191 кВт (256 л. с.) (SAE)[20]
- 2004—2005 Forester XT (США); мощность 157 кВт (210 л. с.)
- 2008 ADM WRX STi; мощность 221 кВт (297 л. с.), крутящий момент 407 Н⋅м

### EJ259
Применения:
- 2004 Legacy, Legacy GT и Legacy Outback (только в Калифорнии и Новой Англии)
- 2005 Legacy и Outback (без турбонаддува)

## Другие характеристики
| Код двигателя                                                    | EJ205                 | EJ207                 | EJ255                 | EJ257                 | EJ257                 |
| ---------------------------------------------------------------- | --------------------- | --------------------- | --------------------- | --------------------- | --------------------- |
| Спецификация                                                     | US WRX                | Spec C                | US WRX                | US STI                | EU STI                |
| Диаметр цилиндра                                                 | 92 мм (3,62 ″)        | 92 мм (3,62 ″)        | 99,5 мм (3,92 ″)      | 99,5 мм (3,92 ″)      | 99,5 мм (3,92 ″)      |
| Ход поршня                                                       | 75 мм (2,95 ″)        | 75 мм (2,95 ″)        | 79 мм (3,11 ″)        | 79 мм (3,11 ″)        | 79 мм (3,11 ″)        |
| Длина шатуна                                                     | 130,43 мм (5,135 ″)   | 130,43 мм (5,135 ″)   | 130,43 мм (5,135 ″)   | 130,43 мм (5,135 ″)   | 130,43 мм (5,135 ″)   |
| Смещение поршневого пальца                                       | 0,3289 мм (0,01295 ″) | 0,3159 мм (0,01244 ″) | 0,3088 мм (0,01216 ″) | 0,3088 мм (0,01216 ″) | 0,3088 мм (0,01216 ″) |
| Высота деки                                                      | 201 мм (7,9 ″)        | 201 мм (7,9 ″)        | 201 мм (7,9 ″)        | 201 мм (7,9 ″)        | 201 мм (7,9 ″)        |
| Толщина прокладки головки блока цилиндров                        | 0,8 мм (0,031 ″)      | 0,8 мм (0,031 ″)      | 0,8 мм (0,031 ″)      | 0,8 мм (0,031 ″)      | 0,8 мм (0,031 ″)      |
| Объём головки блока цилиндров                                    | 51 см3                | 50 см3                | 51 см3                | 57 см3                | 50 см3                |
| Форма верхней части поршня                                       | 12 см3                | 8 см3                 | 24 см3                | 22 см3                | 22 см3                |
| Расстояние между верхней частью поршня и поверхностью деки блока | 0,38 мм (0,015 ″)     | 1,48 мм (0,058 ″)     | 0,39 мм (0,015 ″)     | 0,39 мм (0,015 ″)     | 0,39 мм (0,015 ″)     |
| Сумма зазора и толщины прокладки головки блока цилиндров         | 0,98 мм (0,039 ″)     | 2,08 мм (0,082 ″)     | 0,99 мм (0,039 ″)     | 0,99 мм (0,039 ″)     | 0,99 мм (0,039 ″)     |
| Расчёт объёма                                                    | 8,51 см3              | 13,83 см3             | 7,7 см3               | 7,7 см3               | 7,7 см3               |
| Объём деки двигателя                                             | 18,51                 | 19,83                 | 29,7                  | 29,7                  | 29,7                  |
| Литраж двигателя                                                 | 498,57 см3            | 498,57 см3            | 614,25 см3            | 614,25 см3            | 614,25 см3            |
| Сжатие объёма                                                    | 89,51 см3             | 89,83 см3             | 85,31 см3             | 83 см3                | 79,7 см3              |
| Степень сжатия                                                   | 8.17:1                | 8.14:1                | 8.4:1                 | 8.2:1                 | 8.71:1                |
| Соотношение диаметра цилиндра и хода поршня                      | 1.74                  | 1.74                  | 1.65                  | 1.65                  | 1.65                  |
| Рабочий объём                                                    | 2,0 л (1994 см3)      | 2,0 л (1994 см3)      | 2,5 л (2457 см3)      | 2,5 л (2457 см3)      | 2,5 л (2457 см3)      |

## Награды
В 2006 и 2008 годах двигатели Subaru Turbo Boxer объёмом 2,0—2,5 л получили премию «Двигатель года», а в 2004 и 2010 годах — «Ward's 10 Best Engines».